# Championnats du monde d'aviron 1979
Navigation
Édition précédente Édition suivante
Les championnats du monde d'aviron 1979, neuvième édition des championnats du monde d'aviron, ont lieu en septembre 1979 à Bled, en Yougoslavie.

## Médaillés

### Hommes
| Épreuves     | Or | Or       | Argent | Argent   | Bronze | Bronze   |
| ------------ | --- | -------- | --- | -------- | --- | -------- |
| M1x          | Finlande Pertti Karppinen | 06:58.27 | Allemagne de l'Ouest Peter-Michael Kolbe | 07:04.60 | Allemagne de l'Est Rüdiger Reiche | 07:06.55 |
| M2x          | Norvège Alf Hansen (b) Frank Hansen (s) | 06:26.98 | Tchécoslovaquie Zdeněk Pecka (b) Václav Vochoska (s) | 06:30.46 | Allemagne de l'Est Uwe Heppner (b) Martin Winter (s) | 06:32.01 |
| M4x          | Allemagne de l'Est Peter Kersten (b) Klaus Kröppelien (2) Karl-Heinz Bußert (3) Joachim Dreifke (s) | 05:50.70 | Allemagne de l'Ouest Albert Hedderich (b) Raimund Hörmann (2) Dieter Wiedenmann (3) Michael Dürsch(s)                                                                      | 05:54.16 | France Christian Marquis (b) Jean-Raymond Peltier (2) Charles Imbert (3) Roland Weill (s) | 05:57.80 |
| M2-          | Allemagne de l'Est Bernd Landvoigt (b) Jörg Landvoigt (s) | 06:42.63 | Union soviétique Yuriy Pimenov (b) Nikolay Pimenov (s) | 06:45.76 | Suisse Stefan Netzle (b) Hans Trümpler (s) | 06:48.67 |
| M2+          | Allemagne de l'Est Gert Uebeler (b) Jürgen Pfeiffer (s) Georg Spohr (c) | 07:06.35 | Tchécoslovaquie Milan Škopek (b) Josef Plamínek (s) Oldřich Hejdušek (c)                                                                                                   | 07:06.95 | États-Unis Mark Borchelt (b) Fred Borchelt (s) Christopher Wells (c) | 07:09.90 |
| M4-          | Allemagne de l'Est Wolfgang Mager (b) Stefan Semmler (2) Andreas Decker (3) Siegfried Brietzke (s) | 06:00.64 | Tchécoslovaquie Vojtěch Caska (b) Josef Neštický (2) Lubomir Zapletal (3) Jiří Prudil (s)                                                                                  | 06:05.30 | Grande-Bretagne Martin Cross (b) David Townsend (2) Ian McNuff (3) John Beattie (s) | 06:06.65 |
| M4+          | Allemagne de l'Est Bernd Schlufter (b) Walter Dießner (2) Jens Doberschütz (3) Ullrich Dießner (s) Werner Lutz (c) | 06:27.24 | Union soviétique Artūrs Garonskis (b) Dzintars Krišjānis (2) Dimants Krišjānis (3) Žoržs Tikmers (s) Juris Bērziņš (c)                                                     | 06:29.23 | Allemagne de l'Ouest Andreas Görlich (b) Frank Schütze (2) Wolfram Thiem (3) Wolf-Dieter Oschlies (s) Manfred Klein (c)                                                                                        | 06:31.32 |
| M8+          | Allemagne de l'Est Dietmar Schiller (b) Jörg Friedrich (2) Werner Wenzel (3) Friedrich-Wilhelm Ulrich (4) Bernd Höing (5) Ulrich Karnatz (6) Bernd Krauß (7) Ortwin Rodewald Klaus-Dieter Ludwig (c)                           | 05:36.41 | Nouvelle-Zélande Grant McAuley (b) Tony Brook (2) Tim Logan (3) Greg Johnston (4) Conrad Robertson (5) Peter Jansen (6) Mark James (7) Robert Robinson (s) Alan Cotter (c) | 05:39.92 | Union soviétique Viktor Kokoshina (b) Ihar Maystrenka (2) Aleksandr Manzevitch (3) Vitaliy Moroz (4) Andrey Ruditsin (5) Oleksandr Tkachenko (6) Andriy Tishchenko (7) Andrey Luhin (s) Hryhoriy Dmytrenko (c) | 05:40.69 |
| Poids légers | |          | |          | |          |
| LM1x         | États-Unis Bill Belden | 7:19.96  | Canada Brian Thorne | 7:21.78  | Autriche Raimund Haberl | 7:25.02  |
| LM2x         | Norvège Arne Gilje Pål Børnick | 6:38.08  | Pays-Bas Harald Punt Roel Michels | 6:44.15  | Italie Mauro Torta Romano Uberti | 6:45.90  |
| LM4-         | Grande-Bretagne Ian Wilson (b) Stuart Wilson (2) Colin Barratt (3) Nicholas Howe (s) | 06:23.46 | Pays-Bas Peter van Berkel Willem Appeldoorn Richard Helsloot Paul Paulsen                                                                                                  | 06:23.99 | Suisse Reto Wyss Thomas von Weissenfluh Pierre Zentner Pierre Kovacs | 06:25.12 |
| LM8+         | Espagne Francisco Goicoechea García Luis Arteaga Leon Jaime Uriarte García José Antonio Expósito Sánchez Antonio Elizalde Dionisio Redondo González Javier Puertas Cabezudo Fernando Climent Pedro Olasagasti Arruti (barreur) | 5:53.10  | États-Unis Stephen Schmitt Scott Strong Thomas Phillips Jeff Kroesen Craig Drake John Fletcher Bryan Lewis William Bater Robert Brody (barreur)                            | 5:53.28  | Pays-Bas Mark Emke Henk van der Kwast Hans Pieterman Hans Lycklama Hans Povel Bert van Baal Rob Uilenbroek Ron Velthuis Gelle Klein Ikkink (barreur)                                                           | 5:55.06  |

### Femmes
| Épreuves | Or | Or       | Argent | Argent   | Bronze | Bronze   |
| -------- | --- | -------- | --- | -------- | --- | -------- |
| W1x      | Roumanie Sanda Toma | 03:35.44 | Allemagne de l'Est Martina Schröter | 03:38.67 | Pays-Bas Hette Borrias | 03:39.61 |
| W2x      | Allemagne de l'Est Cornelia Linse (b) Heidi Westphal (s) | 03:15.95 | Bulgarie Svetla Otsetova (b) Sdravka Jordanova (s) | 03:16.31 | Roumanie Valeria Răcilă (b) Olga Homeghi (s) | 03:17.68 |
| W4x+     | Allemagne de l'Est Sybille Tietze (b) Christine Röpke (2) Jutta Lau (3) Roswietha Zobelt (s) Liane Buhr (c)                                                                                        | 03:06.75 | Bulgarie Anka Bakova (b) Dolores Nakova (2) Rumelyana Boncheva (3) Mariana Serbezova (s) Ani Filipova (c)                                                                        | 03:07.04 | Roumanie Maria Micșa (b) Aneta Mihaly (2) Sofia Corban (3) Veronica Juganaru (s) Elena Giurcă (c)                                                                             | 03:08.06 |
| W2-      | Allemagne de l'Est Cornelia Bügel (b) Ute Steindorf (s) | 03:27.74 | Roumanie Florica Dospinescu (b) Elena Oprea (s) | 03:30.44 | Pologne Małgorzata Dłużewska (b) Czesława Kościańska (s) | 03:32.30 |
| W4+      | Union soviétique Valentina Semenova (b) Svetlana Semyonova (2) Galina Stepanova (3) Mariya Fadeyeva (s) Nina Cheremisina (c)                                                                       | 03:17.03 | Allemagne de l'Est Marita Sandig (b) Ute Skorupski (2) Angelika Noack (3) Kersten Neisser (s) Kirsten Wenzel (c)                                                                 | 03:18.25 | Roumanie Georgeta Militaru-Mașca (b) Florica Silaghi (2) Maria Fricioiu (3) Elena Avram (s) Aneta Matei (c)                                                                   | 03:19.98 |
| W8+      | Union soviétique Nina Antoniuk (b) Tatyana Bunjak (2) Nadezhda Dergatchenko (3) Valentina Yermakova (4) Maria Paziun (5) Elena Tereshina (6) Nina Umanets (7) Olga Pivovarova (s) Nina Frolova (c) | 02:58.09 | Allemagne de l'Est Martina Boesler (b) Silvia Fröhlich (2) Petra Köhler (3) Jutta Raeck (4) Renate Neu (5) Ilona Richter (6) Ramona Kapheim (7) Karin Metze (s) Marina Wilke (c) | 02:59.36 | États-Unis Carol Brown (b) Carol Bower (2) Susan Tuttle (3) Jeanne Flanagan (4) Patricia Brink (5) Patricia Spratlin (6) Jan Harville (7) Mary O'Connor (s) Hollis Hatton (c) | 02:59.91 |